# Solonețu Nou, Suceava
Solonețu Nou (în poloneză Nowy Sołoniec, în germană Neu Solonetz sau Lichtenthal) este un sat în comuna Cacica din județul Suceava, Bucovina, România. Se află în Podișul Sucevei, la poalele estice ale Obcinei Mari. La recensământul din 2002 avea o populație de 470 locuitori.

## Monumente
- Biserica romano-catolică din Solonețu Nou - construită în perioada 1937-1940

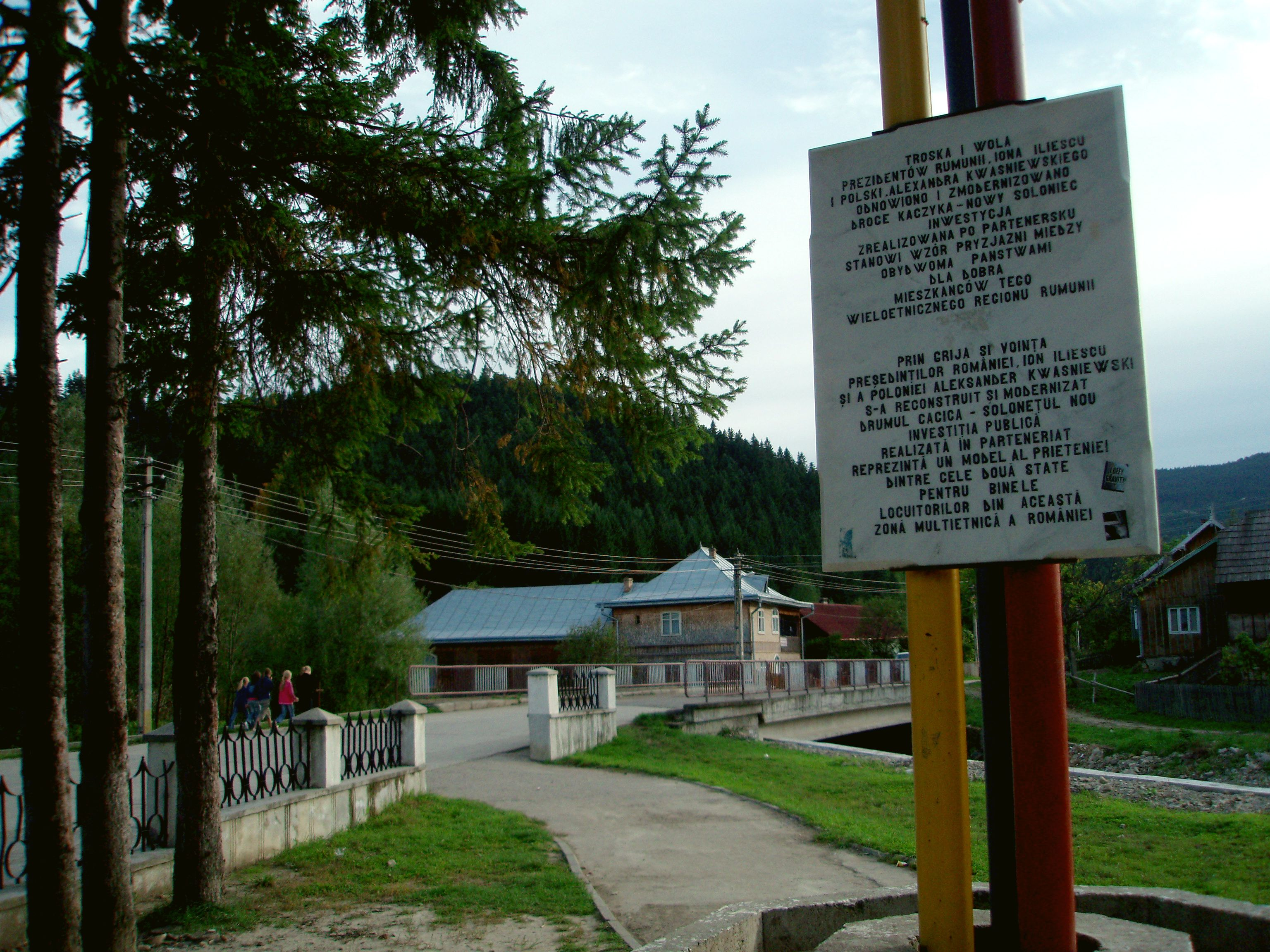
Placă montată cu ocazia inaugurării drumului Cacica - Solonețul Nou.

Componența etnică a satului Solonețu Nou
     Români (4,6%)
     Germani (1,7%)
     Ucraineni (20,7%)
     Polonezi (72,6%)
     Altă etnie (0,4%)

<div class="transborder" style="position:absolute;width:100px;line-height:0;
Componența confesională a satului Solonețu Nou
     Ortodocși (3,9%)
     Romano-catolici (74,2%)
     Greco-catolici (21,6%)
     Altă religie (0,3%)

## Recensământul din 1930
Conform recensământului efectuat în 1930, populația satului Solonețu Nou se ridica la 1234 locuitori. Majoritatea locuitorilor erau polonezi (72,6%), cu o minoritate de germani (1,7%), una de români (4,6%) și una de ucraineni (20,7%). Alte persoane s-au declarat: ruși (3 persoane), evrei (5 persoane). Din punct de vedere confesional, majoritatea locuitorilor erau romano-catolici (74,2%), dar existau și greco-catolici (21,6%) și ortodocși (3,9%) . Alte persoane au declarat: mozaici (5 persoane).

În 2016 pe un drum forestier din satul Solonețu Nou au fost descoperite 5 brățări dacice de secol I-II. Aceste brățări au caracteristicile brățărilor purtate de ramura nordică a dacilor liberi și anume costobocii.